# Jaguar XK 120

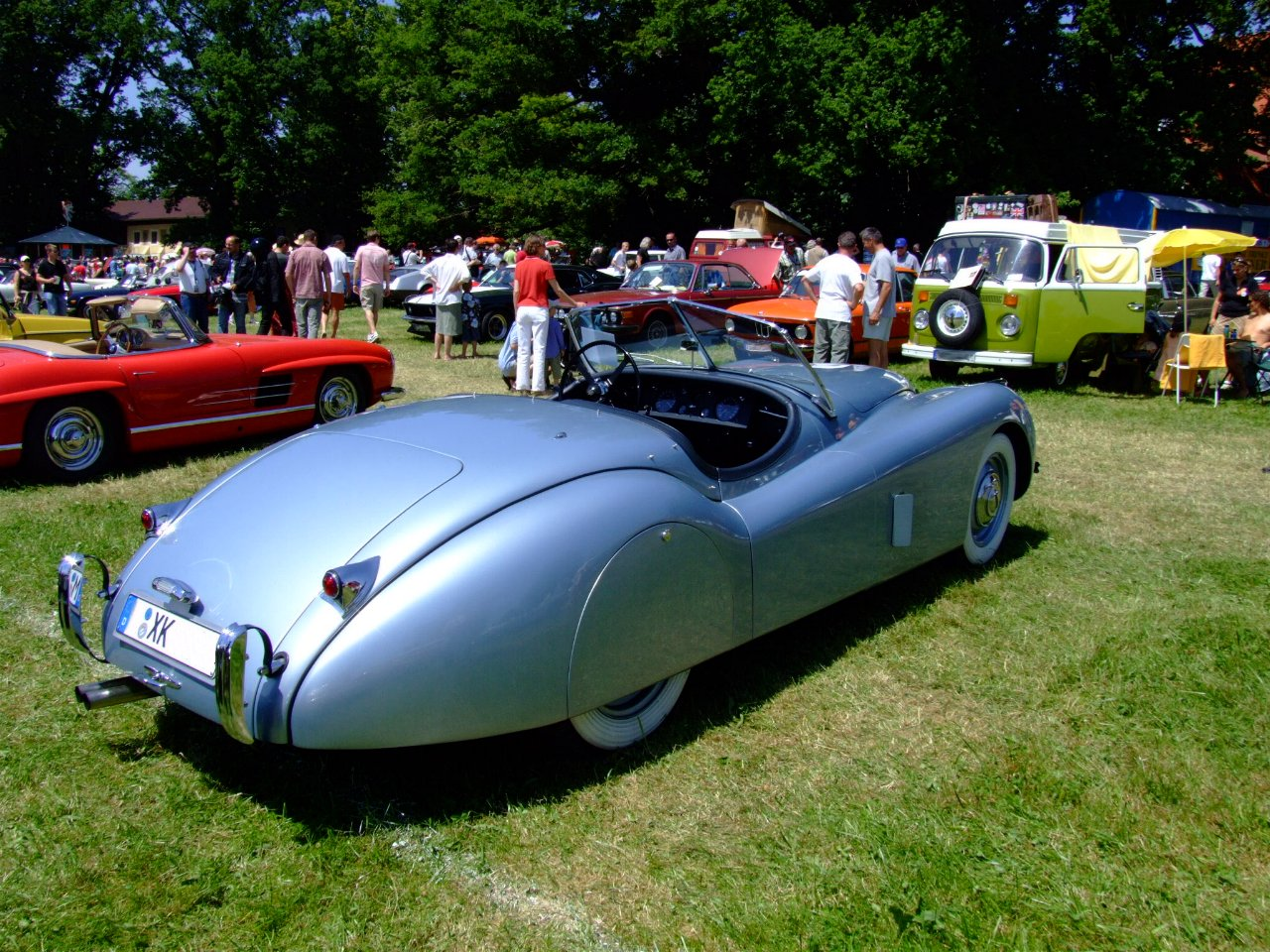
Jaguar XK 120 OTS (1950)

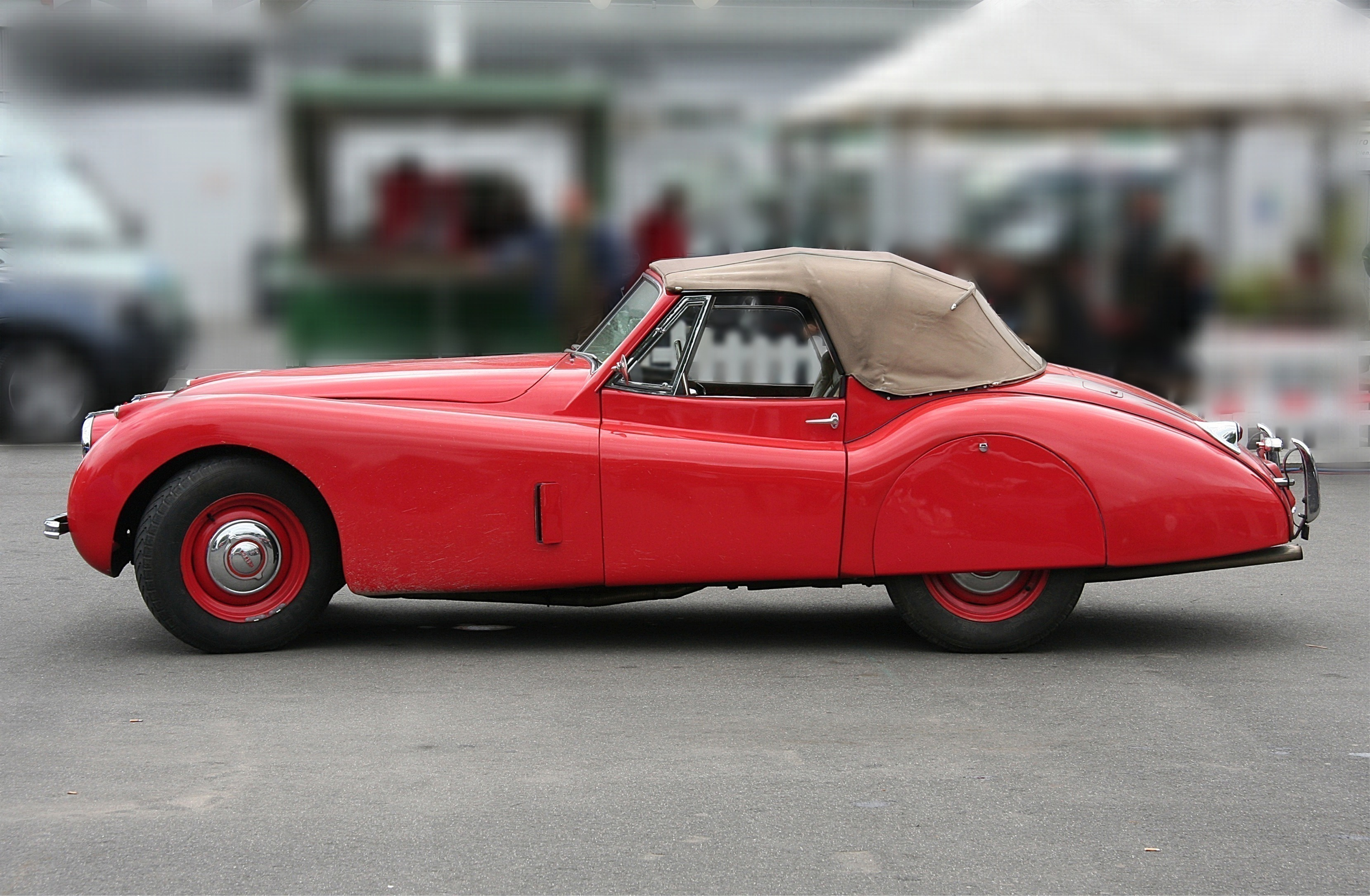
Jaguar XK 120 DHC (1953)

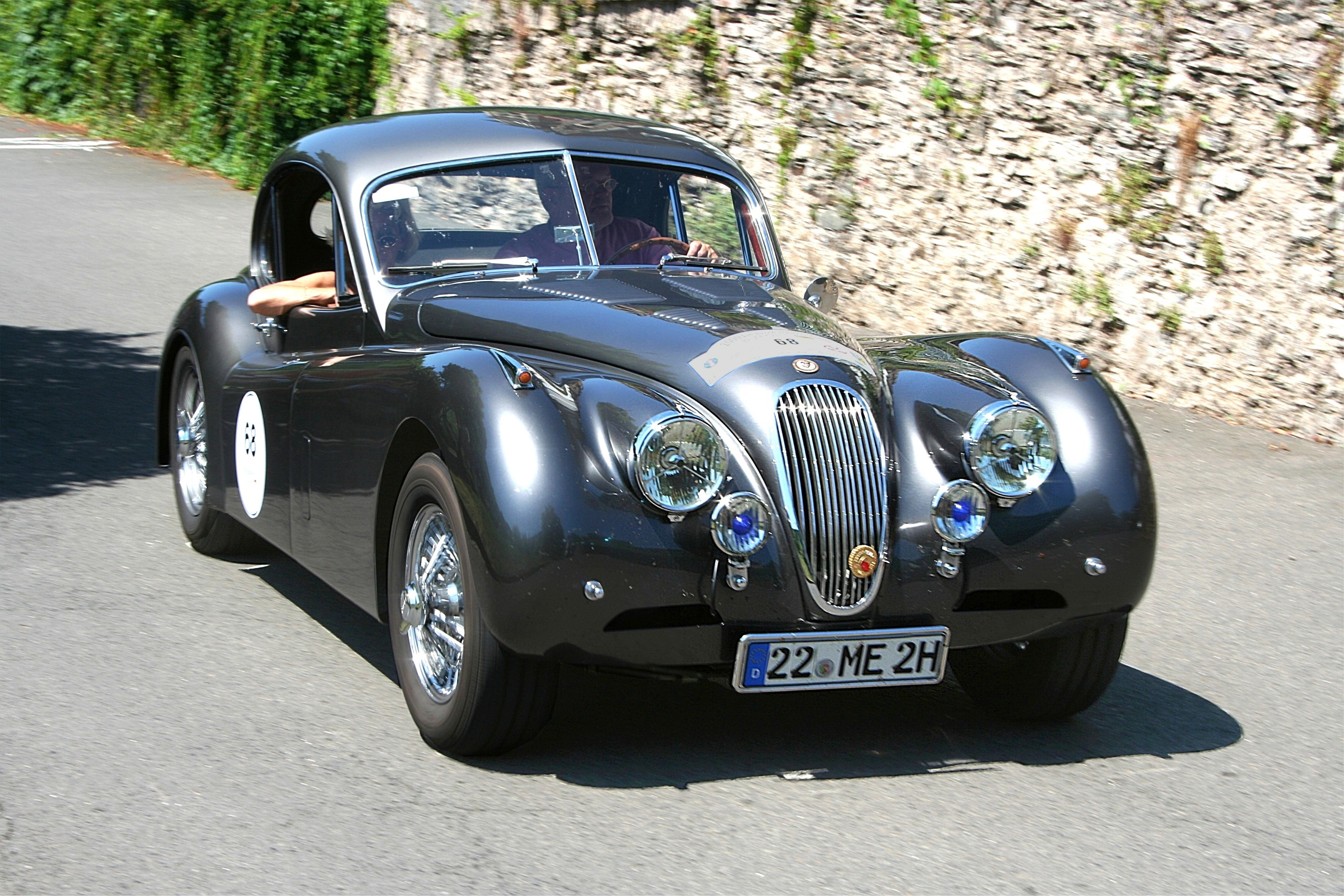
Jaguar XK 120 FHC, Baujahr 1954

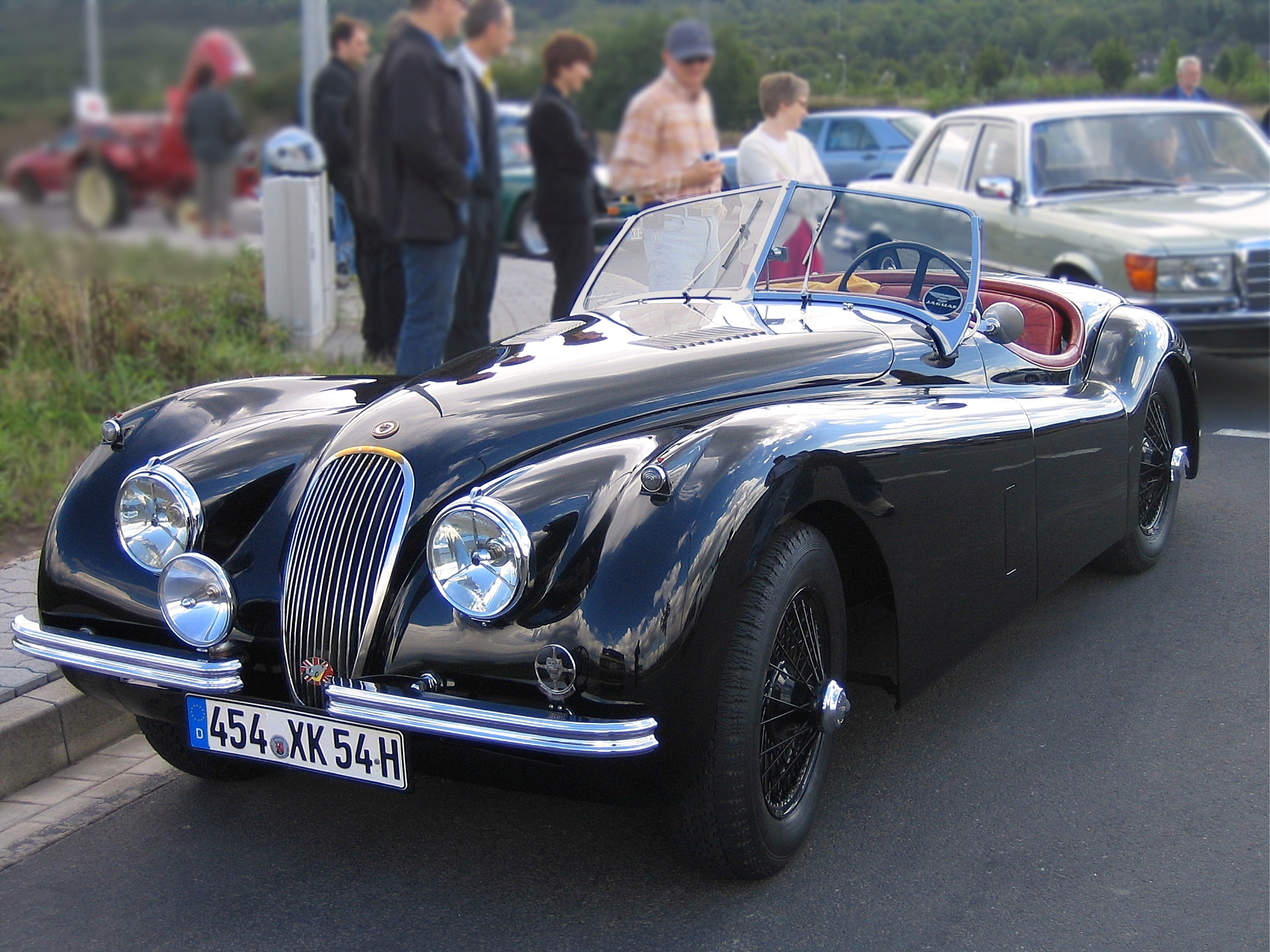
Jaguar XK 120 Roadster, Baujahr 1954

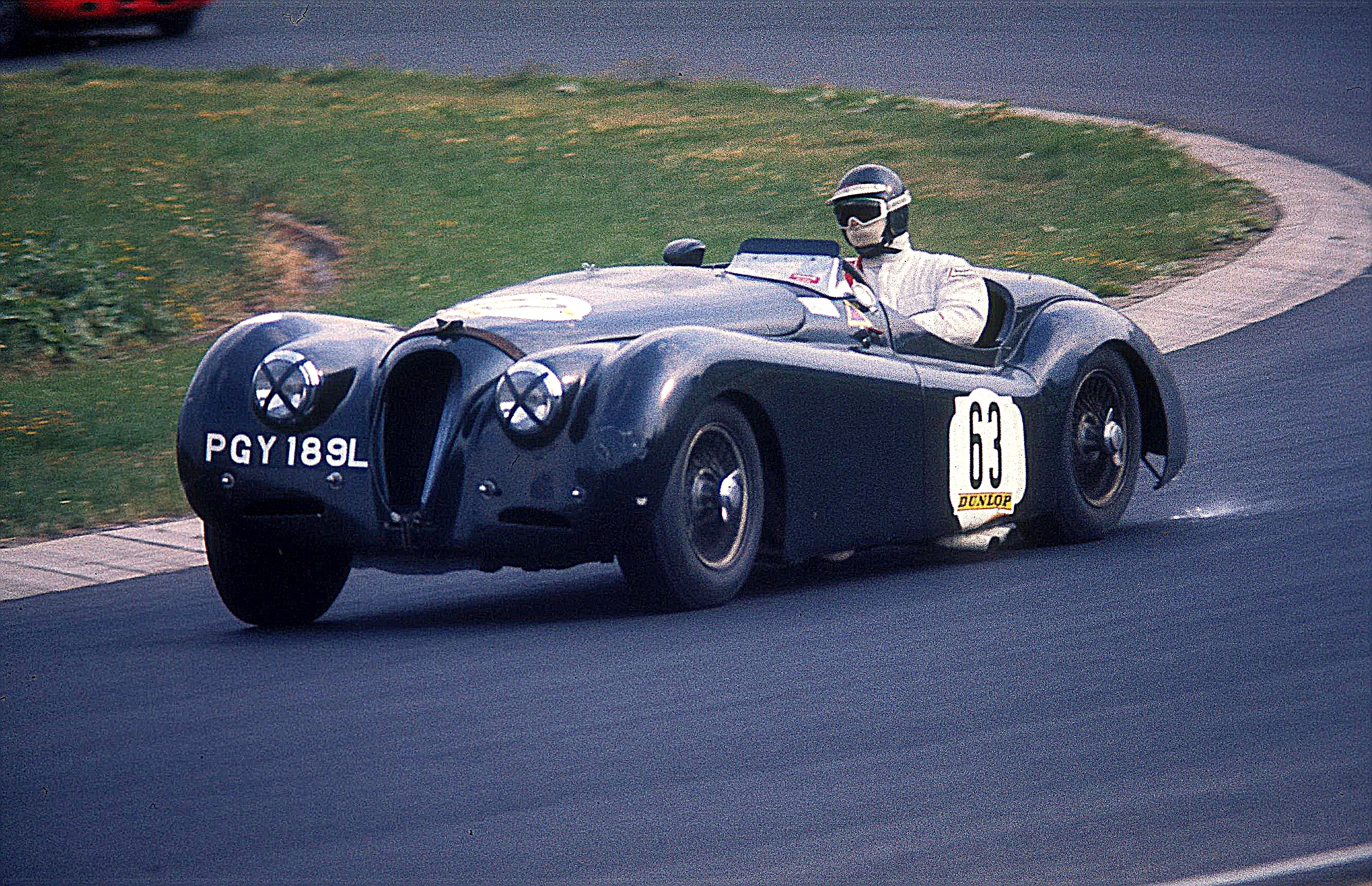
Jaguar XK 120, Baujahr 1949, im Renntrimm

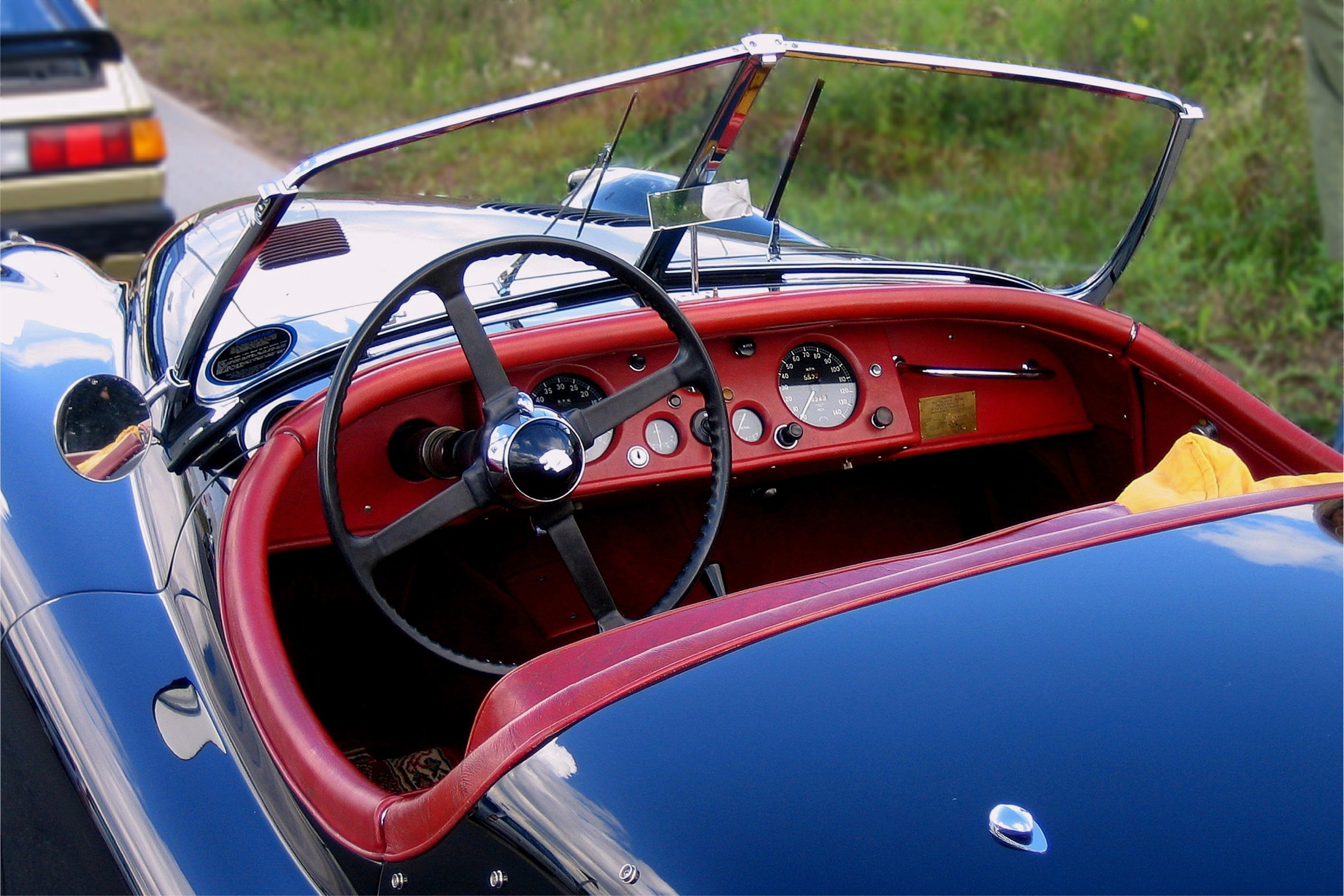
Cockpit eines XK 120, Baujahr 1954

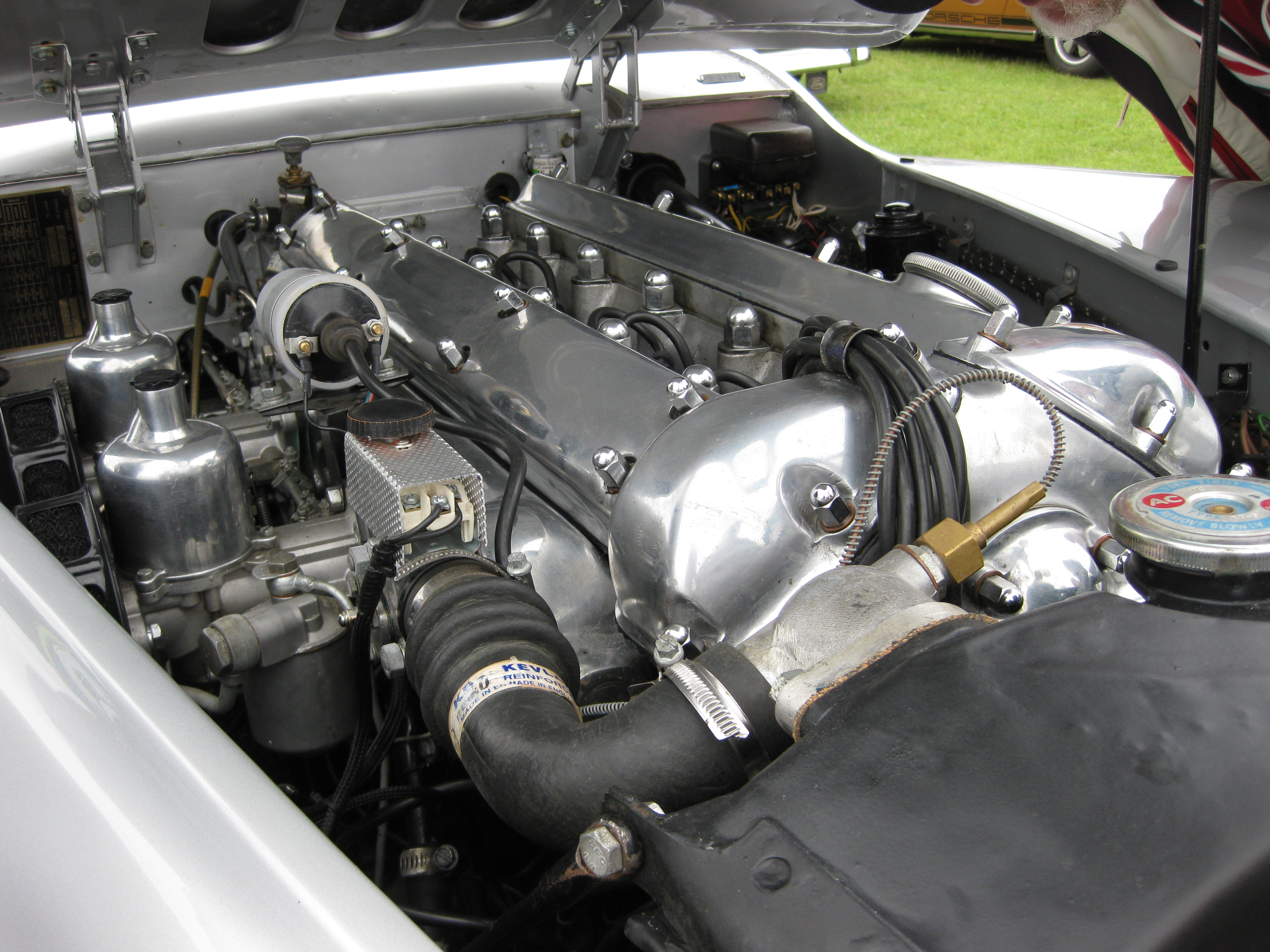
Motorraum eines XK 120

Der Jaguar XK 120 ist ein zweisitziger Roadster, den Jaguar 1948 als Nachfolger des S.S.100 auf den Markt brachte.

## Vorgeschichte
Der XK 120 entstand als Verlegenheitslösung für die „London Motor Show“ im Oktober 1948, der ersten nach dem Weltkrieg. Eigentlich wollte Jaguar dort seinen neuen Reihensechszylindermotor mit der internen Bezeichnung XK6 als Antrieb für eine neue Hochgeschwindigkeitslimousine (den späteren Jaguar Mark VII) präsentieren. Die Karosserieentwicklung bei Pressed Steel war aber noch nicht abgeschlossen. So war die Idee entstanden, den Motor in einem schnittigen Sportwagen als Blickfang auszustellen.

## Beschreibung
Im Jaguar XK 120 OTS (Open Two-Seater) hat der Motor mit 3442 cm³ Hubraum eine Leistung von 160 bhp (119 kW). Über ein Vierganggetriebe mit Mittelschaltung treibt er die Hinterräder an. Er verhilft dem Roadster zu einer Höchstgeschwindigkeit von 200 km/h. Er ist der erste Jaguar-Motor mit zwei obenliegenden Nockenwellen (dohc), was man bis dahin nur in kleinster Serienproduktion gewagt hatte. Dennoch gelang damit auf Anhieb ein Meisterwerk an Zuverlässigkeit und Leistungsfähigkeit, das bis 1992 in Fahrzeugen des Herstellers und außerdem in Militärfahrzeugen verbaut wurde. Durch die schräg hängenden Ventile ergibt sich ein nahezu halbkugelförmiger Brennraum, was seinerzeit als perfekte Form angesehen wurde.
Die Scheinwerfer wurden nicht mehr wie beim Vorgänger einzeln auf die Kotflügel montiert, sondern seitlich der Motorhaube in die Kotflügel integriert. Die hinteren Radausschnitte sind mit sogenannten Spats verkleidet. Zunächst war eine Kleinserienfertigung mit einer Karosserie in Gemischtbauweise geplant. Das heißt, dass die Karosserie aus einem Eschenholzgerippe bestand, auf das beim britischen Spezialbetrieb Abbey Panels in Form getriebene Aluminiumbleche genagelt wurden. Nachdem die Kundschaft unerwartet großes Interesse gezeigt hatte, wurde deutlich, dass die ursprünglich geplante Produktion von 240 Fahrzeugen nicht ausreichen würde. Daher erschien im April 1950 die in der Form gleiche Variante mit geschweißter Karosserie aus Stahlblech, von der bis zur Einstellung der Serie 1954 insgesamt 7373 Stück hergestellt wurden. Die Stahlkarosserien bezog Jaguar von Pressed Steel.
Ab 1951 gab es den Jaguar XK 120 FHC (Fixed Head Coupé), ein Coupé mit gleichem Motor und 194 km/h Höchstgeschwindigkeit. Bis zur Einstellung 1954 wurden 2678 Stück gebaut.
Ab dem gleichen Jahr bot Jaguar beide Versionen unter der Bezeichnung Jaguar XK 120 SE (SE für Special Equipment) mit einer leistungsstärkeren 180-bhp-Maschine (134 kW), einer umfangreicheren Ausstattung und mit Speichenrädern an (wodurch die Spats entfielen). Mit diesem Motor war eine Höchstgeschwindigkeit von 210 km/h zu erreichen. Äußerlich war der stärkere Wagen an seinem Doppelauspuff zu erkennen. Das SE-Paket enthielt außerdem härtere Federn an den Radaufhängungen. Auch der SE wurde bis 1954 gebaut.
1953 kam der Jaguar XK 120 DHC (Drop Head Coupé), ein Cabriolet mit gefüttertem Stoffdach und der gleichen Motorisierung, auch als SE, dazu. Es wurde allerdings nur ein Jahr lang angeboten und 1767-mal gebaut.
1954 wurde das Modell XK 120 vom Jaguar XK 140 abgelöst.

## Derivate
Den Motor des XK 120 baute Jaguar auch in die Rennversionen ein, die Jaguar XK 120 C oder Jaguar C-Type und D-Type genannt wurden. Sie hatten allerdings völlig eigenständig konstruierte Chassis und Karosserien, während die Motoren durch tiefgreifende Modifikationen in der Leistung gesteigert waren.

## Technische Daten XK 120, Baujahr 1954
| Kenngröße                            | Daten |
| ------------------------------------ | --- |
| Motor:                               | 6-Zylinder-Reihenmotor (Viertakt), hinter der Vorderachse längs eingebaut                                  |
| Hubraum:                             | 3442 cm³                                                                                                   |
| Bohrung × Hub:                       | 82 × 106 mm                                                                                                |
| Leistung bei 1/min:                  | 119 kW (160 bhp) bei 5000                                                                                  |
| Max. Drehmoment bei 1/min:           | 265 Nm bei 2500                                                                                            |
| Verdichtungsverhältnis:              | 8,0 : 1 |
| Ventilsteuerung:                     | zwei obenliegende Nockenwellen, Antrieb über Kette, hängende Ventile, 70° Ventilwinkel                     |
| Kühlung:                             | Wasserkühlung                                                                                              |
| Kraftübertragung:                    | 4-Gang-Getriebe, ab 2. Gang synchronisiert, Knüppelschaltung; Antrieb über Kardanwelle auf die Hinterachse |
| Radaufhängung vorn:                  | ungleich lange Dreiecksquerlenker mit Drehstabfedern und hydraulischen Stoßdämpfern                        |
| Radaufhängung hinten:                | Starrachse mit Halbelliptik-Blattfedern und hydraulischen Stoßdämpfern                                     |
| Bremsen:                             | hydraulisch betätigte Trommelbremsen                                                                       |
| Karosserie:                          | Kastenrahmen mit vier Querverstrebungen, Ganzstahlkarosserie mit Aluminiumtüren und -hauben                |
| Länge × Breite × Höhe:               | 4406 × 1574 × 1397 mm (Roadster DHC)                                                                       |
| Radstand:                            | 2590 mm |
| Spurweite vorn/hinten:               | 1300/1270 mm                                                                                               |
| Reifengröße:                         | 6.00–16 |
| Leergewicht (ohne Fahrer):           | ca. 1150 kg                                                                                                |
| Höchstgeschwindigkeit:               | 193 km/h                                                                                                   |
| Beschleunigung 0–60 mph (96,6 km/h): | 12,0 s |

Höchstgeschwindigkeit und Beschleunigung sind Werksangaben